# 20020220 ミュージック・フロム・ファイナルファンタジー
『20020220 ミュージック・フロム・ファイナルファンタジー』（20020220 music from FINAL FANTASY）は、2002年5月9日にソニー・ミュージックエンタテインメントからリリースされた東京フィルハーモニー交響楽団のライブ・アルバム。東京国際フォーラムで2002年2月20日に演奏されたオーケストラコンサートが収録されている。

## 収録曲
各MCはティーダ役の森田成一とユウナ役の青木麻由子が司会進行を担当。

### ディスク1
1. Tuning
2. Liberi Fatali
3. 愛のテーマ
4. MC-1
5. FINAL FANTASY I～III メドレー
6. MC-2
7. エアリスのテーマ
8. Don’t be Afraid
9. ティナのテーマ
10. MC-3
11. 親愛なる友へ
12. Vamo'　Alla Flamenco

### ディスク2
1. MC-1
2. ザナルカンドにて
3. ユウナの決意
4. MC-2
5. Love Grows
6. 素敵だね
7. MC-3
8. いつか帰るところ～Melodies of Life
9. MC-4
10. 片翼の天使
11. MC-5
12. The Man with the Machine Gun
13. FINAL FANTASY